# Bordjomi (municipalité)
La municipalité de Bordjomi (en géorgien : ბორჯომის მუნიციპალიტეტი, en français aussi : Municipalité de Borjomi) est un district de la région de Samtskhé-Djavakhétie en Géorgie, dont la ville principale est Bordjomi. Au recensement de 2014, il comptait 25 214 habitants.